# 芸文会
芸文会とは、武蔵野美術大学芸術文化学科の公式同窓会組織。

## 沿革
- 芸術文化学科25周年祝賀パーティを2025年1月18日（土）に開催。第1部（午後）、楫義明、高島直之の退任祝いも兼ねての第2部（夜）という二段構成。

## 組織構成

### 会長
- 横澤秀俊

### 副会長
- 白木栄世

### 事務局長
- 山田毅

### 会計役
- 森啓補